# Селетрук (Бакеу)
Селетрук (рум. Sălătruc) — село у повіті Бакеу в Румунії. Адміністративно підпорядковане місту Дерменешть.
Село розташоване на відстані 213 км на північ від Бухареста, 46 км на південний захід від Бакеу, 127 км на південний захід від Ясс, 98 км на північний схід від Брашова.

## Населення
За даними перепису населення 2002 року у селі проживали 854 особи, усі — румуни. Усі жителі села рідною мовою назвали румунську.